# Xu Zhuoyi
Xu Zhuoyi (ur. 21 sierpnia 2003 w Szanghaju) – chiński płotkarz, wicemistrz Azji, olimpijczyk z Paryża 2024.

## Udział w zawodach międzynarodowych
| Impreza              | Rok  | Miejsce | Wynik              |
| Impreza              | Rok  | Miejsce | 110 m przez płotki |
| -------------------- | ---- | ------- | ------------------ |
| Igrzyska olimpijskie | 2024 | Paryż   | 22                 |
| Mistrzostwa Azji     | 2023 | Bangkok | srebro             |